# Lekkoatletyka na Letnich Igrzyskach Olimpijskich 1936 – trójskok mężczyzn

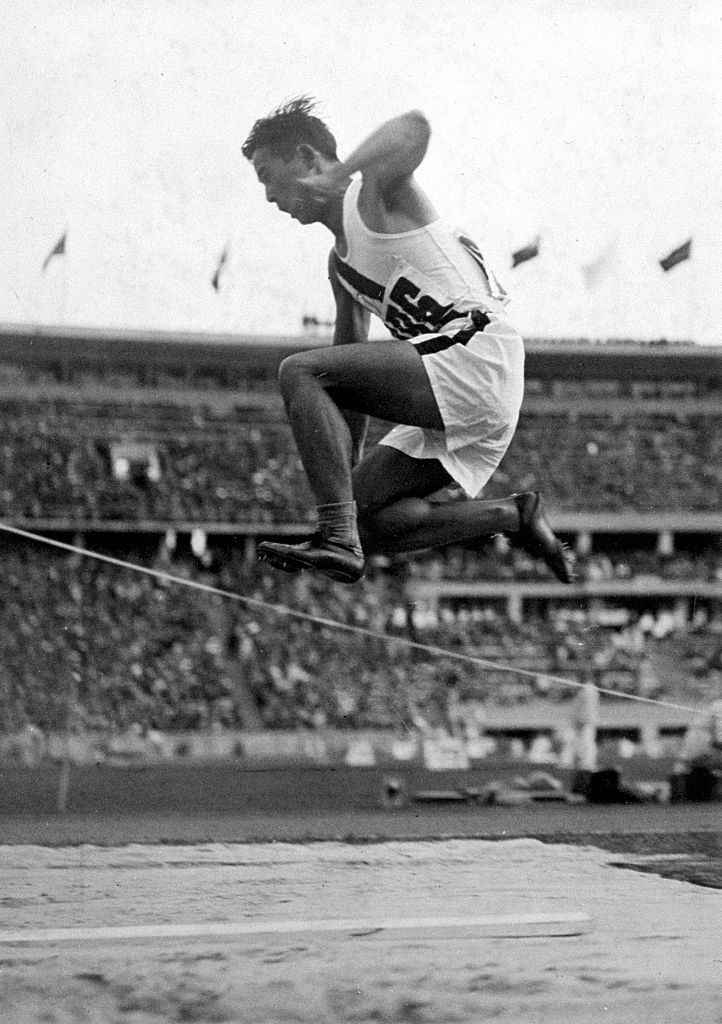
Naoto Tajima

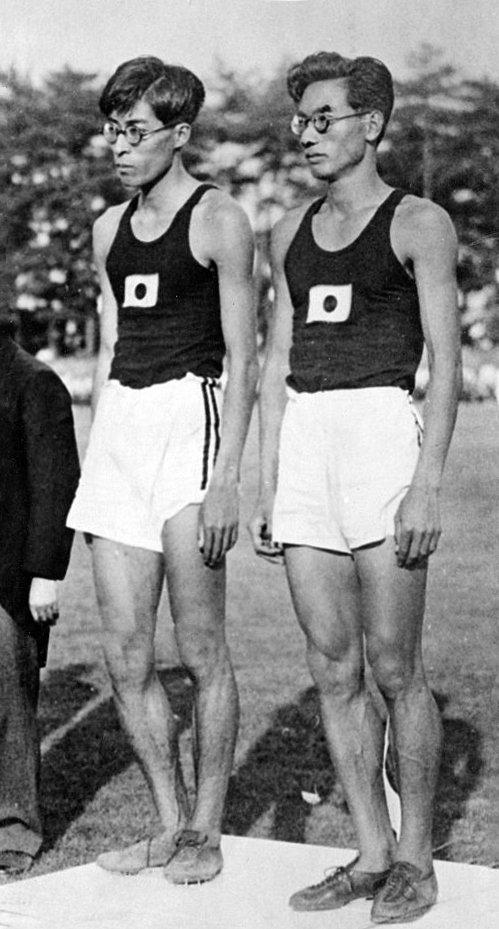
Masao Harada (z lewej) i Kenkichi Ōshima

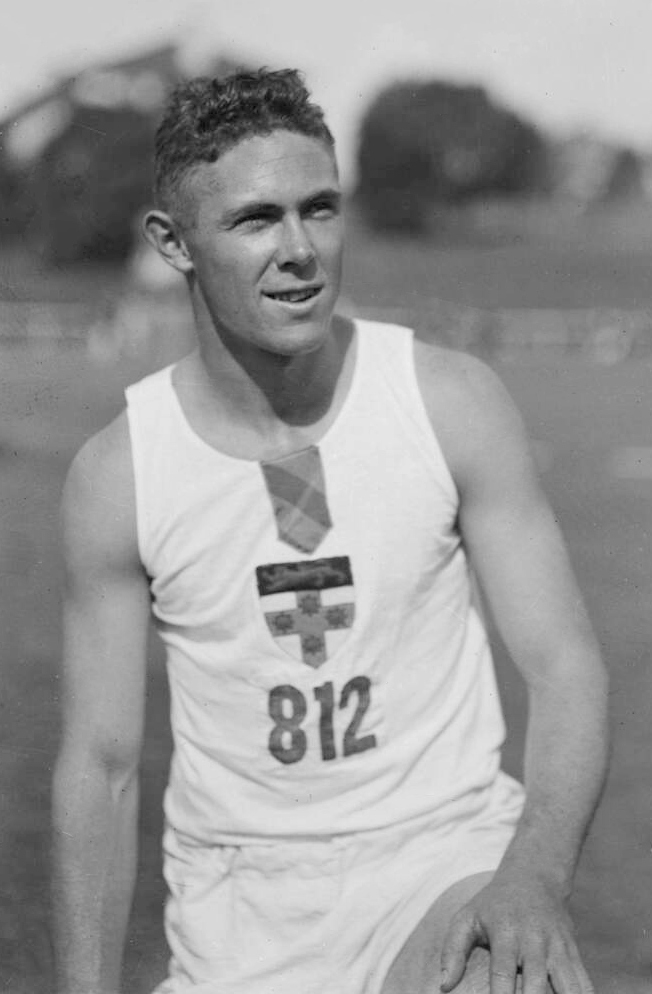
Jack Metcalfe

Trójskok mężczyzn był jedną z konkurencji rozgrywanych podczas XI Letnich Igrzysk Olimpijskich. Został rozegrany 6 sierpnia 1936 roku na Stadionie Olimpijskim w Berlinie. Wystartowało 31 zawodników z 19 krajów. Zwycięzca Naoto Tajima ustanowił w finale rekord świata z wynikiem 16,00 m.

## Rekordy
|                   | Zawodnik      | Wynik | Miejsce     | Data                 |
| ----------------- | ------------- | ----- | ----------- | -------------------- |
| Rekord świata     | Jack Metcalfe | 15,78 | Sydney      | 14 grudnia 1935(dts) |
| Rekord olimpijski | Chūhei Nambu  | 15,72 | Los Angeles | 4 sierpnia 1932(dts) |

## Terminarz
| Data            |              | Godzina |
| --------------- | ------------ | ------- |
| 6 sierpnia 1936 | Kwalifikacje | 14:00   |
| 6 sierpnia 1936 | Finał        | 16:30   |

## Wyniki

### Kwalifikacje
Minimum kwalifikacyjne do finału wynosiło 14,00 m. Indywidualne wyniki zawodników nie są znane.
| Pozycja             | Zawodnik          | Państwo | Wynik | Uwagi |
| ------------------- | ----------------- | ------- | ----- | ----- |
|                     | Naoto Tajima      | Japonia |       | Q     |
| Masao Harada        | Japonia           | '       |       | Q     |
| Jack Metcalfe       | Australia         |         |       | Q     |
| Heinz Wöllner       | III Rzesza        |         |       | Q     |
| Rolland Romero      | Stany Zjednoczone |         |       | Q     |
| Kenkichi Ōshima     | Japonia           |         |       | Q     |
| Erich Joch          | III Rzesza        |         |       | Q     |
| Dudley Wilkins      | Stany Zjednoczone |         |       | Q     |
| Olavi Suomela       | Finlandia         |         |       | Q     |
| Luz Long            | III Rzesza        |         |       | Q     |
| Edward Luckhaus     | Polska            |         |       | Q     |
| Lajos Somló         | Węgry             |         |       | Q     |
| Onni Rajasaari      | Finlandia         |         |       | Q     |
| Eugen Haugland      | Norwegia          |         |       | Q     |
| Marten Klasema      | Holandia          |         |       | Q     |
| Basil Dickinson     | Australia         |         |       | Q     |
| Billy Brown         | Stany Zjednoczone |         |       | Q     |
| Bo Ljungberg        | Szwecja           |         |       | Q     |
| Lennart Andersson   | Szwecja           |         |       | Q     |
| Sam Richardson      | Kanada            |         |       | Q     |
| Jovan Mikić         | Jugosławia        |         |       | Q     |
| Sigurður Sigurðsson | Islandia          |         |       | Q     |
| Karl Kotratschek    | Austria           |         |       | Q     |
|                     | Zhang Jiakui      | Chiny   |       |       |
| Edward Boyce        | Wielka Brytania   |         |       |       |
| Grigoris Lambrakis  | Grecja            |         |       |       |
| Juan Reccius        | Chile             |         |       |       |
| Karol Hoffmann      | Polska            |         |       |       |
| Situ Guong          | Chiny             |         |       |       |
| Pedro del Vecchio   | Kolumbia          |         |       |       |
| Wang Shilin         | Chiny             |         |       |       |

### Finał
| Poz. | Zawodnik            | Reprezentacja     | Próby | Próby | Próby | Próby | Próby | Próby | Wynik | Uwagi |
| Poz. | Zawodnik            | Reprezentacja     | 1     | 2     | 3     | 4     | 5     | 6     | Wynik | Uwagi |
| ---- | ------------------- | ----------------- | ----- | ----- | ----- | ----- | ----- | ----- | ----- | ----- |
| 1.   | Naoto Tajima        | Japonia           | 15,76 | x     | 15,44 | 16,00 | 15,65 | x     | 16,00 | [ 1 ] |
| 2.   | Masao Harada        | Japonia           | 15,39 | 15,45 | 15,42 | 15,50 | 15,27 | 15,66 | 15,66 |       |
| 3.   | Jack Metcalfe       | Australia         | 15,50 | x     | 14,67 | 14,83 | x     | 15,20 | 15,50 |       |
| 4.   | Heinz Wöllner       | III Rzesza        | 15,27 | x     | x     | 14,53 | x     | 14,23 | 15,27 | [ 3 ] |
| 5.   | Rolland Romero      | Stany Zjednoczone | 14,68 | x     | 14,90 | x     | 15,08 | 15,04 | 15,08 |       |
| 6.   | Kenkichi Ōshima     | Japonia           | 15,07 | x     | x     | x     | x     | x     | 15,07 |       |
| 7.   | Erich Joch          | III Rzesza        | 14,88 | 14,54 | 14,88 | –     | –     | –     | 14,88 |       |
| 8.   | Dudley Wilkins      | Stany Zjednoczone | 14,83 | x     | 14,83 | –     | –     | –     | 14,83 |       |
| 9.   | Olavi Suomela       | Finlandia         | 13,98 | 14,72 | 14,53 | –     | –     | –     | 14,72 |       |
| 10.  | Luz Long            | III Rzesza        | 14,31 | 14,62 | x     | –     | –     | –     | 14,62 |       |
| 11.  | Edward Luckhaus     | Polska            | 14,61 | 14,13 | 13,88 | –     | –     | –     | 14,61 |       |
| 12.  | Lajos Somló         | Węgry             | x     | 14,12 | 14,60 | –     | –     | –     | 14,60 |       |
| 13.  | Onni Rajasaari      | Finlandia         | 14,16 | x     | 14,59 | –     | –     | –     | 14,59 |       |
| 14.  | Eugen Haugland      | Norwegia          | x     | 14,56 | 14,43 | –     | –     | –     | 14,56 |       |
| 15.  | Marten Klasema      | Holandia          | x     | 14,43 | 14,55 | –     | –     | –     | 14,55 |       |
| 16.  | Basil Dickinson     | Australia         | 14,48 | 14,18 | x     | –     | –     | –     | 14,48 |       |
| 17.  | Billy Brown         | Stany Zjednoczone | 14,20 | 14,08 | 14,36 | –     | –     | –     | 14,36 |       |
| 18.  | Bo Ljungberg        | Szwecja           | 14,35 | 13,62 | 14,28 | –     | –     | –     | 14,35 |       |
| 19.  | Lennart Andersson   | Szwecja           | x     | 14,26 | x     | –     | –     | –     | 14,26 |       |
| 20.  | Sam Richardson      | Kanada            | 14,21 | x     | x     | –     | –     | –     | 14,21 |       |
| 21.  | Jovan Mikić         | Jugosławia        | 13,71 | 13,45 | 13,90 | –     | –     | –     | 13,90 |       |
| 22.  | Sigurður Sigurðsson | Islandia          | 13,55 | 13,58 | 13,14 | –     | –     | –     | 13,58 |       |
| 23.  | Karl Kotratschek    | Austria           | 12,87 | 13,14 | 13,15 | –     | –     | –     | 13,15 |       |